# ElgooG
elgooG（エルグーグ）は、検索エンジン「Google」のインターネット検閲を掻い潜るためのミラーサイトの一つである。
Googleとは関連性はない。

## 経緯
中華人民共和国（以下中国）においては、中国政府による「グレート・ファイアウォール」なるネット検閲プロジェクトにより、指定されたキーワードの流通を遮断するファイアウォールの他、検索エンジンサイトへの、国内アクセスから問題ある記述を検索除外する要請（事実上の命令）によって南京大虐殺を巡る論議、台湾独立問題、天安門事件問題、共産主義批判、チベット問題など、中国政府にとって都合の悪い情報へのアクセスは遮断・検閲されている。また、ミャンマーにおいても、国家による同様の検閲が実行されているとされる。このため、非民主主義的な国家による検閲に批判的な有志によって、それらの国内外から「自由な」検索を行うため、迂回アクセス、Proxyサーバなどの方法が提供されている。elgooGはGoogleの検索を、検閲を受けていない状態で利用するために作られたミラーサイトである。

## 特徴
「ミラー」サイトというユーモアの一環としてか、フィルタリング対策としてかは不明であるが、検索結果を含めて文字は逆向きに表示されており、検索語句も逆向きに入力する必要がある。そのため、ジョークサイトの一種として取り上げられる事も多い。
また、現在のところ検索語句はいわゆる1バイト文字の入力しか受け付けない模様である。（マルチバイト文字のデータをバイト単位で反転してしまうためと考えられる）

### elgoogのイースターエッグ
elgoogの関連サイトとして、イースターエッグがあげられる。インターネットに接続していないときにできる恐竜ゲーム、2048ゲーム、蛇ゲームなど、様々な人気ゲームを収録している。